# Conferencia de Salta
La Conferencia de Salta fue una reunión llevada adelante en el marco de la Convención Preliminar de Paz (1823) entre el brigadier Baldomero Espartero y el general Juan Gregorio de Las Heras en la ciudad de Salta (Argentina) entre fines de 1823 y principios de 1824. 
El objeto de la conferencia fue obtener la adhesión del virrey del Perú José de la Serna e Hinojosa a la Convención Preliminar de Paz firmada el 4 de julio de 1823 en Buenos Aires por el gobierno de esa provincia argentina, integrante de las Provincias Unidas del Río de la Plata, y los representantes del rey Fernando VII de España.
Esa convención fue un infructuoso intento de poner fin a la guerra de Independencia Hispanoamericana y fue firmada por dos representantes de la Corona de España: Antonio Luis Pereira y el teniente coronel Luis de la Robla, y por el ministro Bernardino Rivadavia.
Se intentó poner fin a la guerra con a un acuerdo económico-financiero. La intención última era deshacer la presión con que los independentistas ponían en jaque a las tropas peninsulares desplazadas a América y obtener ayuda para soportar la invasión francesa a España.
Sin embargo, el virrey La Serna se negó a recibir al enviado de Buenos Aires, al general Las Heras, en el Cusco para limitar la importancia del asunto, enviando en su lugar a Salta con plenos poderes al entonces brigadier, Jefe del estado Mayor del Ejército del Alto Perú, Baldomero Espartero. Las Heras insistió en viajar al Cusco a entrevistarse con el virrey, pero se encontró con una posición firme por parte de Espartero al comunicarle que el virrey del Perú no tenía intención de llegar a ningún acuerdo con los independentistas, toda vez que en ese momento las distintas operaciones militares de las fuerzas peninsulares habían conseguido controlar el territorio y no iban a ofrecer a los enemigos más que un trato digno.
La actitud de Espartero contradijo las expectativas de Las Heras, quien el 19 de enero de 1824 regresó a Buenos Aires como nuevo gobernador de esa provincia en momentos en que se producía la Rebelión de Olañeta, suspendiéndose definitivamente las negociaciones. La toma de Cádiz por los franceses y la caída del gobierno constitucional en España hicieron que el 24 de diciembre de 1823 el rey anulara «quantos actos hubiesen ejecutado en virtud de ellos contrarios a los indudables derechos de S. M. al dominio absoluto de aquellas posesiones», quedando sin valor alguno la convención.
La posición intransigente y contraria a los mandatos reales del virrey del Perú no tuvo, sin embargo, consecuencia alguna posterior y, aún más, cuando Espartero acudió a Madrid a presentarse ante el rey e informarle de la situación en el territorio, no se le recriminó esta actuación y fueron ratificadas todas las disposiciones ordenadas por La Serna. La tesis mayoritaria entre los historiadores considera que la Corona española no era consciente de la situación en la que se encontraban los distintos territorios y que, una vez conocidos los pormenores de la situación, se consideró conforme a los deseos del rey la actuación de La Serna en la medida que sólo se pretendía desde la Corona mantener el control de los territorios, bien por negociación, bien por la fuerza.